# Эстансия (Нью-Мексико)
Эстансия (англ. Estancia) — город в штате Нью-Мексико (США). Административный центр округа Торранс. В 2010 году в городе проживали 1655 человек. Входит в метрополитенский ареал Альбукерке.
По данным Бюро переписи населения США город имеет площадь 14,8 квадратных километров.

## История
Название города происходит от испанского слова «Estancia» (дом, резиденция), что относилось к месту отдыха на реке Эстансия. До основания города на этом месте находилось место остановки для путешественников. Город был основан между 1901 и 1904 годами.
На территории города находится Следственный изолятор округа Торранс, принадлежащий Американской исправительной корпорации. С 1997 года учреждение имеет 910 коек. На данный момент в нём содержатся заключенные Службы маршалов США, Службы иммиграции и натурализации и заключенные округа Торранс.

## Население
| Год переписи | Нас. |  | %±    |
| ------------ | ---- |  | ----- |
| 1910         | 517  |  | —     |
| 1920         | 578  |  | 11,8% |
| 1930         | 634  |  | 9,7%  |
| 1940         | 668  |  | 5,4%  |
| 1950         | 916  |  | 37,1% |
| 1960         | 797  |  | −13%  |
| 1970         | 721  |  | −9,5% |
| 1980         | 830  |  | 15,1% |
| 1990         | 792  |  | −4,6% |
| 2000         | 1584 |  | 100%  |
| 2010         | 1655 |  | 4,5%  |
| 2018         | 1594 |  | −3,7% |

По данным переписи 2010 года население Эстансии составляло 1655 человек (из них 64,7 % мужчин и 35,3 % женщин), в городе было 410 домашних хозяйств и 270 семей. Расовый состав: белые — 70,0 %. 47,3 % имеют латиноамериканское происхождение.
Население города по возрастному диапазону по данным переписи 2010 года распределилось следующим образом: 18,7 % — жители младше 18 лет, 2,9 % — между 18 и 21 годами, 67,5 % — от 21 до 65 лет и 10,9 % — в возрасте 65 лет и старше. Средний возраст населения — 34,5 года. На каждые 100 женщин в Эстансии приходилось 182,9 мужчины, при этом на 100 совершеннолетних женщин приходилось уже 212,3 мужчин сопоставимого возраста.
Из 410 домашних хозяйств 65,9 % представляли собой семьи: 43,9 % совместно проживающих супружеских пар (19,5 % с детьми младше 18 лет); 14,9 % — женщины, проживающие без мужей и 7,1 % — мужчины, проживающие без жён. 34,1 % не имели семьи. В среднем домашнее хозяйство ведут 2,55 человека, а средний размер семьи — 3,20 человека. В одиночестве проживали 30,5 % населения, 13,6 % составляли одинокие пожилые люди (старше 65 лет).

## Экономика
В 2017 году из 1440 человек старше 16 лет имели работу 228. В 2016 году медианный доход на семью оценивался в 29 044 $, на домашнее хозяйство — в 21 250 $. Доход на душу населения — 14 195 $ в год. 42,2 % от всего числа семей в Эстансии и 38,5 % от всей численности населения находилось на момент переписи за чертой бедности.